# I'm an Old Cowhand from the Rio Grande
I'm an Old Cowhand from the Rio Grande est une chanson écrite par Johnny Mercer (paroles et musique) pour le film Rhythm on the Range, en 1936, dans lequel elle est chantée par Bing Crosby. Elle fut ensuite interprétée, entre autres, par  Roy Rogers (Sons of the Pioneers), Patsy Montana, Frank Sinatra et Harry Connick Jr.. Lucille Ball et Vivan Vance, jouant respectivement les rôles de Lucy et Ethel, la chantèrent dans un épisode de I Love Lucy. 
La chanson fut inspirée à Mercer par une balade en voiture qu'il fit avec son épouse à travers le Texas. Les paroles, parlent d'un cow-boy du XXe siècle qui a peu en commun avec ceux des temps héroïques de la conquête de l'Ouest. Le texte de la chanson fait partie de l'hommage à Bing Crosby, intitulé Bing Crosby: crooner of the century, écrit par Richard Grudens.